# Radio Anioł Beskidów
Radio Anioł Beskidów – katolicka rozgłośnia diecezji bielsko-żywieckiej. Jego dyrektorem jest ks. Piotr Bączek. Pomysłodawcą i założycielem był ks. Tadeusz Nowok – proboszcz kościoła pw. św. Jana Chrzciciela w Bielsku-Białej–Komorowicach. 4 stycznia 1998 r. ks. bp Tadeusz Rakoczy poświęcił pierwsze studio radia, z którego rozpoczęło się nadawanie programu radiowego.
Program radia składa się głównie z audycji o tematyce religijnej oraz modlitw. W codziennej ramówce znajduje się msza transmitowana z kościoła św. Jana Chrzciciela w Bielsku-Białej–Komorowicach, pacierz, różaniec, godzinki, modlitwa z liturgii godzin, Anioł Pański (w okresie wielkanocnym Regina Coeli), Koronka do Miłosierdzia Bożego, Apel Jasnogórski (nie transmisja) oraz katecheza. W programie są również audycje poradnicze, popularnonaukowe, które dotyczą m.in. zdrowia, wychowania, książki, filmu, muzyki, historii, kultury słowa i tradycji.
Obecnie studio Radia Anioł Beskidów znajduje się w Bielsku-Białej–Komorowicach, na poddaszu budynku parafialnego parafii św. Jana Chrzciciela.
Radio nadaje na częstotliwości 90,2 MHz, a jego zasięg obejmuje m.in.  Andrychów, Bielsko-Białą, Bieruń, Czechowice-Dziedzice, Czerwionkę-Leszczyny, Imielin, Jaworzno, Katowice, Libiąż, Łaziska Górne, Mikołów, Orzesze, Oświęcim, Pszczynę, Skoczów, Sosnowiec, Tychy, Wadowice, Ustroń, Wisłę, Żywiec. Możliwy jest również słaby odbiór z części terytorium Krakowa.